# Brunatna plamistość liści łubinu

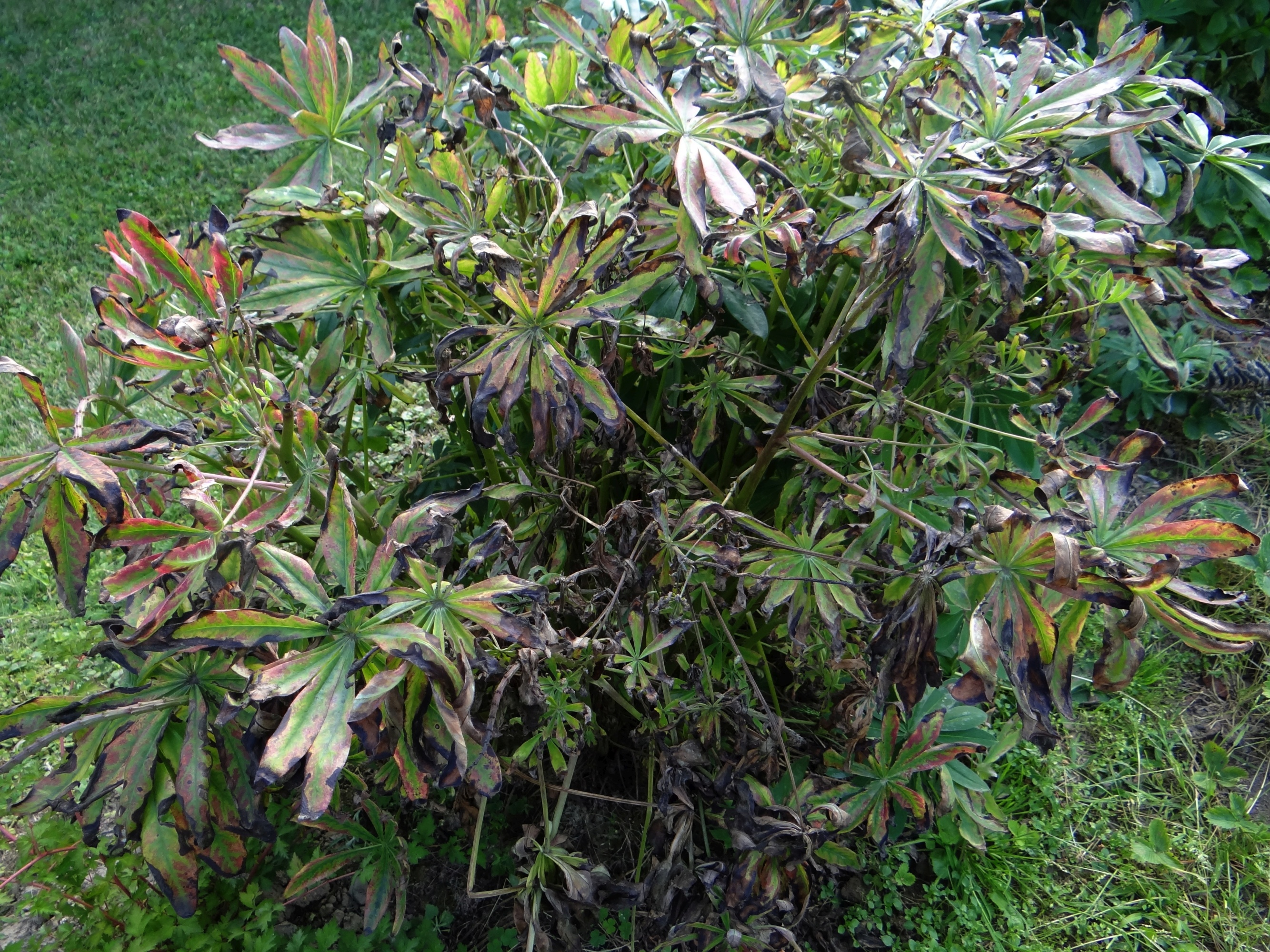
Porażone pędy łubinu trwałego

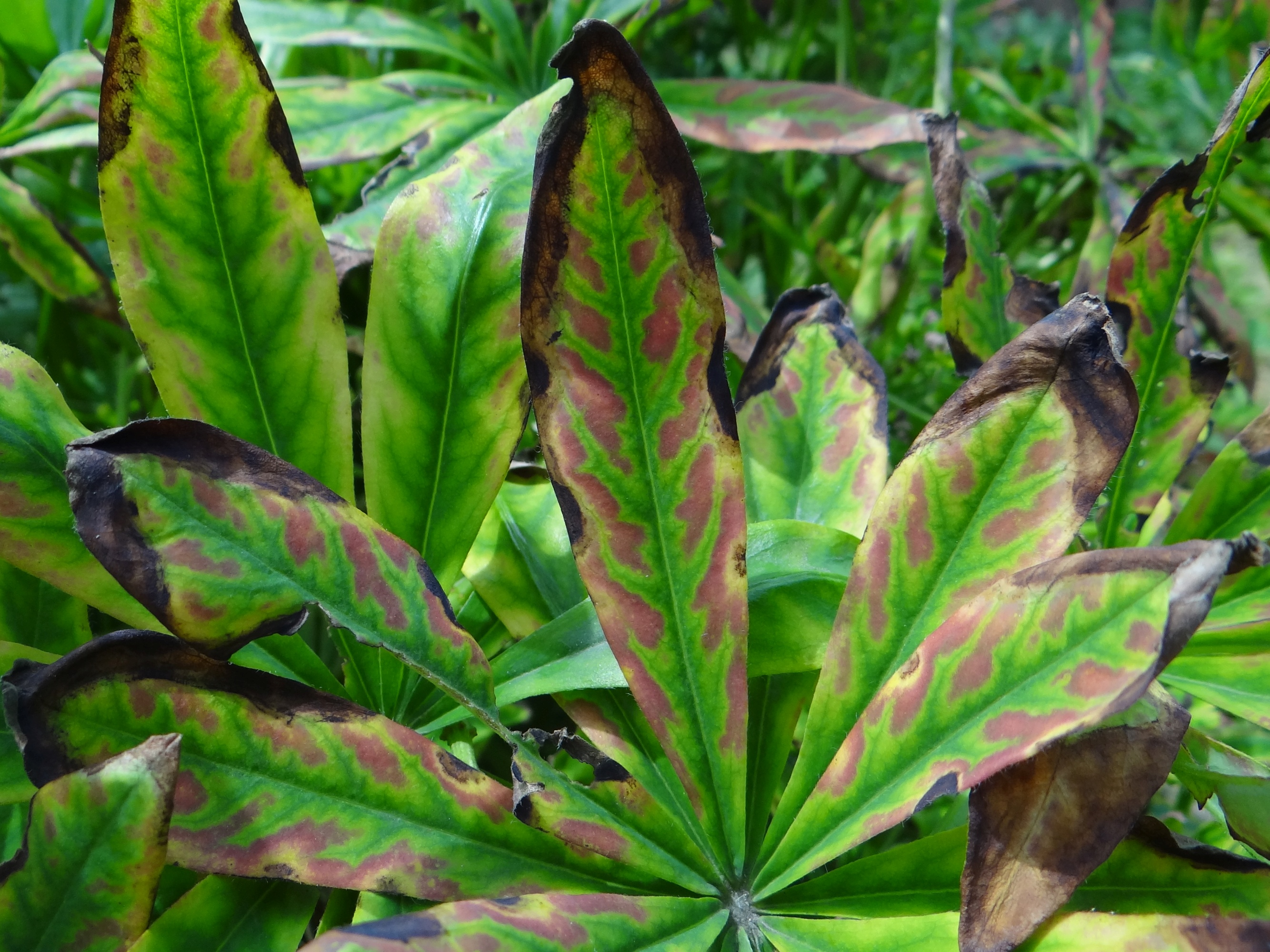
Górna strona porażonych liści

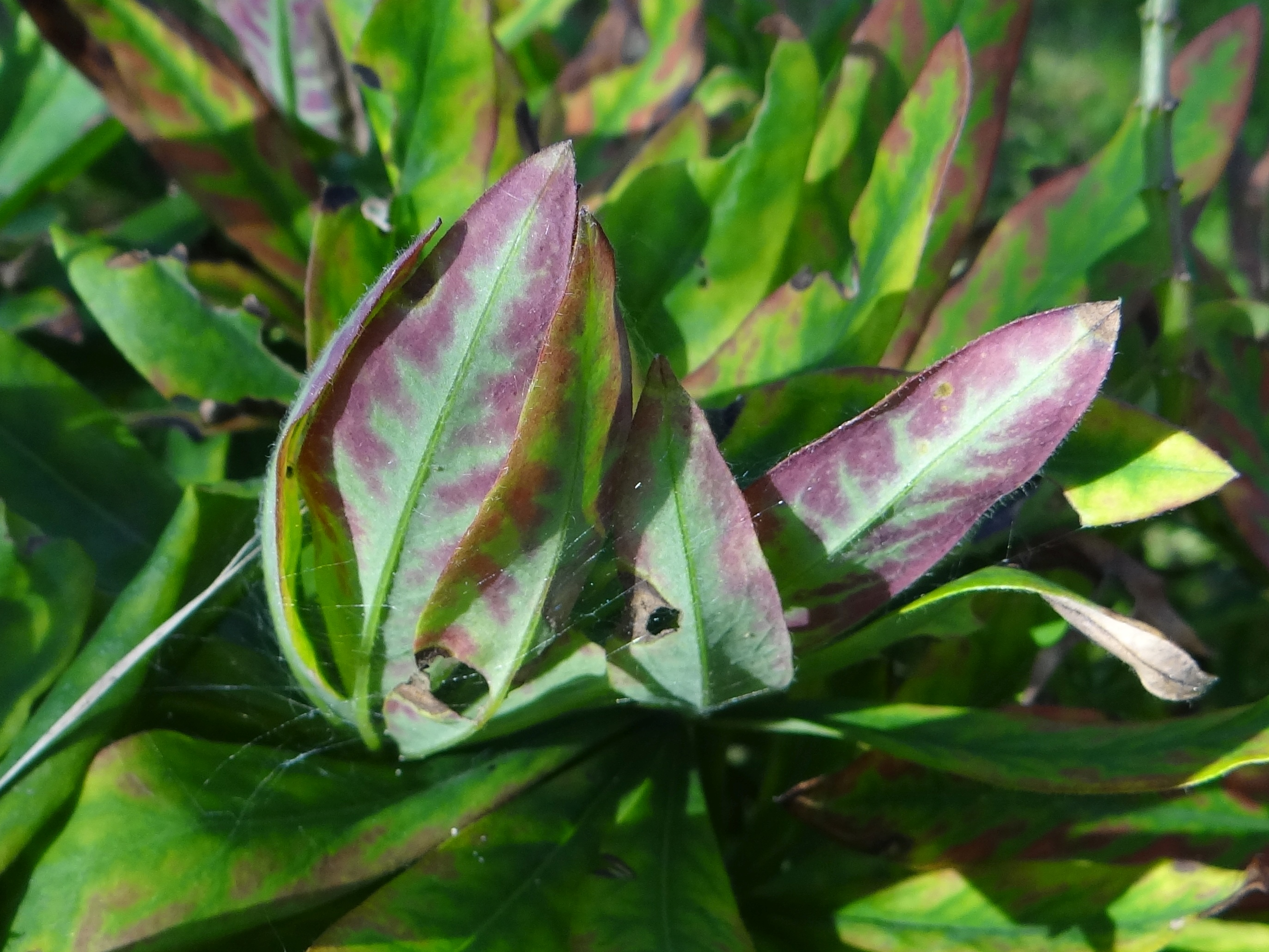
Dolna strona porażonych liści

Brunatna plamistość liści łubinu – grzybowa choroba roślin wywoływana przez Pleiochaeta setosa.

## Występowanie i szkodliwość
Po raz pierwszy patogena wywołującego tę chorobę opisano w 1880 r. w Niemczech. Do tej pory potwierdzono jego występowanie na większości obszarów Europy, w Afryce Południowej, Japonii, południowo-wschodnich obszarach Azji, Nowej Zelandii, Australii, USA i Brazylii. Atakuje łubin i Cytisus, ale zanotowano go także na fasoli.
Choroba atakuje głównie łubin biały, ale także wąskolistny, żółty i łubiny wieloletnie. W latach o dużej ilości opadów powoduje obniżenie plonu nasion.

## Objawy
Pierwsze objawy pojawiają się na liściach. Mają postać nieregularnych, brunatnych plam, które zazwyczaj zaczynają się rozwijać przy brzegu blaszki liściowej. Mogą osiągnąć średnicę do 1 cm i są widoczne na obydwu stronach liści. Z czasem silnie porażone liście więdną i obumierają. Plamy mogą powstawać również na łodygach, strąkach i nasionach.  Na łodygach mają wydłużony kształt, na strąkach są różnokształtne i zwykle zlewają się z sobą. Czasami plamy są wgłębione i pokryte czarnym nalotem konidiów. Plamy na nasionach są drobne i rozmyte, a porażone nasiona są drobne i pomarszczone.

## Ochrona
Chorobę zwalcza się podobnie, jak opadzinę liści łubinu. Można ograniczyć jej rozwój poprzez:
- wysiewanie tylko zdrowych nasion
- wczesny siew nasion
- prawidłowe nawożenie gleby
- staranną pielęgnację roślin
- przyorywanie resztek pożniwnych
- zaprawianie nasion